# Esther Vivas i Esteve
Esther Vivas i Esteve   (Sabadell, 18 de novembre de 1975) és una activista, investigadora en anàlisi política i social, maternitats i feminisme i polítiques agroalimentàries.

## Trajectòria
Llicenciada en periodisme i diplomada en estudis superiors de sociologia per la Universitat Autònoma de Barcelona.
L'any 2008 va publicar el llibre En pie contra la deuda externa (El Viejo Topo) on s'analitza l'evolució del moviment contra el deute extern a escala internacional i a l'Estat espanyol. En ocasió del desè aniversari de les protestes enfront de l'Organització Mundial del Comerç, que van tenir lloc el novembre de 1999 a Seattle, va publicar, amb Josep Maria Antentas el llibre Resistencias globales. De Seattle a la crisis de Wall Street (Editorial Popular).
És autora del llibre Supermercados, no gracias (Icaria editorial) on dur a terme una crítica a la gran distribució comercial. Ha participat també en l'activisme contra el canvi climàtic. Va ser una de les portaveus de la campanya El clima no està en venda, organitzada en ocasió de la reunió internacional celebrada a Barcelona l'octubre de 2009 preparatòria de la Cimera Mundial del Clima de Copenhaguen.
És professora del Màster d'Agricultura Ecològica a la Universitat de Barcelona. Va participar en el Procés Constituent a Catalunya impulsat per la monja Teresa Forcades i l'economista Arcadi Oliveres. El 2013 va publicar Conversa entre Teresa Forcades i Esther Vivas. Sense por (Icaria editorial, 2013), que va ser un dels llibres més venuts de no ficció de l'any en llengua catalana. El 26 de febrer del 2019 va publicar la seva última obra Mamà desobedient, una mirada feminista de la maternitat.

## Publicacions destacades
- En pie contra la deuda externa (El viejo Topo, 2008)
- Del campo al plato. Los circuitos de producción y distribución de alimentos. (amb Xavier Montagut) Icaria editorial, 2009

- Planeta indignado (2012)[12]
- Sense por. Conversa entre Teresa Forcades i Esther Vivas (Icaria Editorial, 2013)
- El negocio de la comida (Icaria Editorial, 2014)
- Mamà desobedient, una mirada feminista de la maternitat. (Ara Llibres, 2019)[13]